# Erateina tibicina
Erateina tibicina är en fjärilsart som beskrevs av Paul Dognin 1892. Erateina tibicina ingår i släktet Erateina och familjen mätare. Inga underarter finns listade i Catalogue of Life.